# Stanycja Luhanska
Stanycja Luhanska (ukrajinsky Станиця Луганська; rusky Станица Луганская – Stanica Luganskaja) je sídlo městského typu v Luhanské oblasti na Ukrajině. Leží na břehu Severního Doňce ve vzdálenosti 20 kilometrů severovýchodně od Luhansku, správního střediska celé oblasti, a blízkosti hranice s Ruskem, přesněji s jeho Rostovskou oblastí. V roce 2013 v něm žilo bezmála třináct tisíc obyvatel.

## Dějiny
Sídlo založili donští kozáci jako stanici v druhé polovině sedmnáctého století. Nejprve se jmenovalo Luhanske, od roku 1718 Luhanska a pak od roku 1923 Stanyčno-Luhanske (ukrajinsky Станично-Луганське). Své současné jméno má Stanycja Luhanska až od roku 2007.
V roce 1938 se tehdejší Stanyčno-Luhanske stalo sídlem městského typu.